# Manuel Marrero Cruz
Manuel Marrero Cruz (Holguín, 11 luglio 1963) è un politico e militare cubano, 17º Primo ministro di Cuba dal 21 dicembre 2019; in precedenza, dal 2004 al 2019, è stato Ministro del Turismo cubano.

## Biografia
Marrero è membro del Partito Comunista di Cuba, ha servito per lungo tempo come ministro del turismo dal 2004 e, durante il suo mandato, il turismo cubano ha assistito ad una massiccia elasticità.
Marrero è anche un architetto, e ha lavorato anche per la compagnia Gaviota, un'azienda turistica di proprietà delle Forze armate rivoluzionarie cubane, nelle quali Marrero deteneva il grado di colonnello.
In seguito al Referendum costituzionale a Cuba del 2019, l'ufficio di primo ministro è stato ristabilito per la prima volta sin dai tempi in cui Fidel Castro aveva detenuto tale carica fino al 1976 con una durata in carica stabilita in 5 anni: il Presidente di Cuba Miguel Díaz-Canel ha formalmente nominato Marrero come primo ministro e la sua nomina è stata ratificata ufficialmente dai 594 deputati dell'Assemblea nazionale del potere popolare.